# Combate de Acayuazá
El combate de Acayuazá se produjo el 18 de julio de 1868 en los alrededores del Reducto-Corá entre las tropas aliadas de Brasil y Argentina, que pertenecían junto con Uruguay a la Triple Alianza, y Paraguay. En este combate triunfaron las tropas paraguayas.

## Antecedentes
Desde la ocupación de Andaí por parte de los aliados, fueron hostigados permanentemente por los paraguayos, y se produjeron diariamente tiroteos y refriegas entre las tropas. 
Los paraguayos habían construido en reducto a media distancia entre las posiciones de las tropas, al que llamaron Reducto-Corá, defendido por 200 hombres de caballería desmontada, conocidos con el nombre de Acá-Morotí (cabeza blanca), por el sombrero blanco que usaban. Al mando de las tropas paraguayas estaba el entonces coronel Bernardino Caballero, mientras que al mando de los aliados estaba el general Ignacio Rivas, quien se propuso tomar el reducto.

## Plan
Por su parte, el coronel Caballero, el 17 de julio de 1868, se propuso preparar una celada a las tropas aliadas que diariamente solían recorrer el campo, y a tal objeto ordena que al día siguiente, los Acá-Morotí al mando del capitán Melitón Taboada, se escondieran en el monte a la vera del camino que solían recorrer los aliados. Cuando apareciesen, debían los paraguayos salirles al cruce, y tiroteándose con ellos, simular la fuga para tratar de arrastrarlos tras sí hacia el reducto.
Amaneció el día 18 con los paraguayos preparados, y en lugar de una fuerza de exploración, venían los aliados en dos columnas paralelas, con el propósito indicado de tomar el Reducto-Corá, por orden de Rivas. Al frente del 3° Batallón Riojano y dos batallones brasileños, venía el Coronel Miguel Martínez de Hoz, y el Comandante Gaspar Campos como segundo.

## Acciones
El batallón argentino marchaba al frente, y a llegar al punto, como estaba convenido, le salen al cruce los paraguayos, retrocediendo luego y llevando tras de sí a los argentinos, como era su propósito.

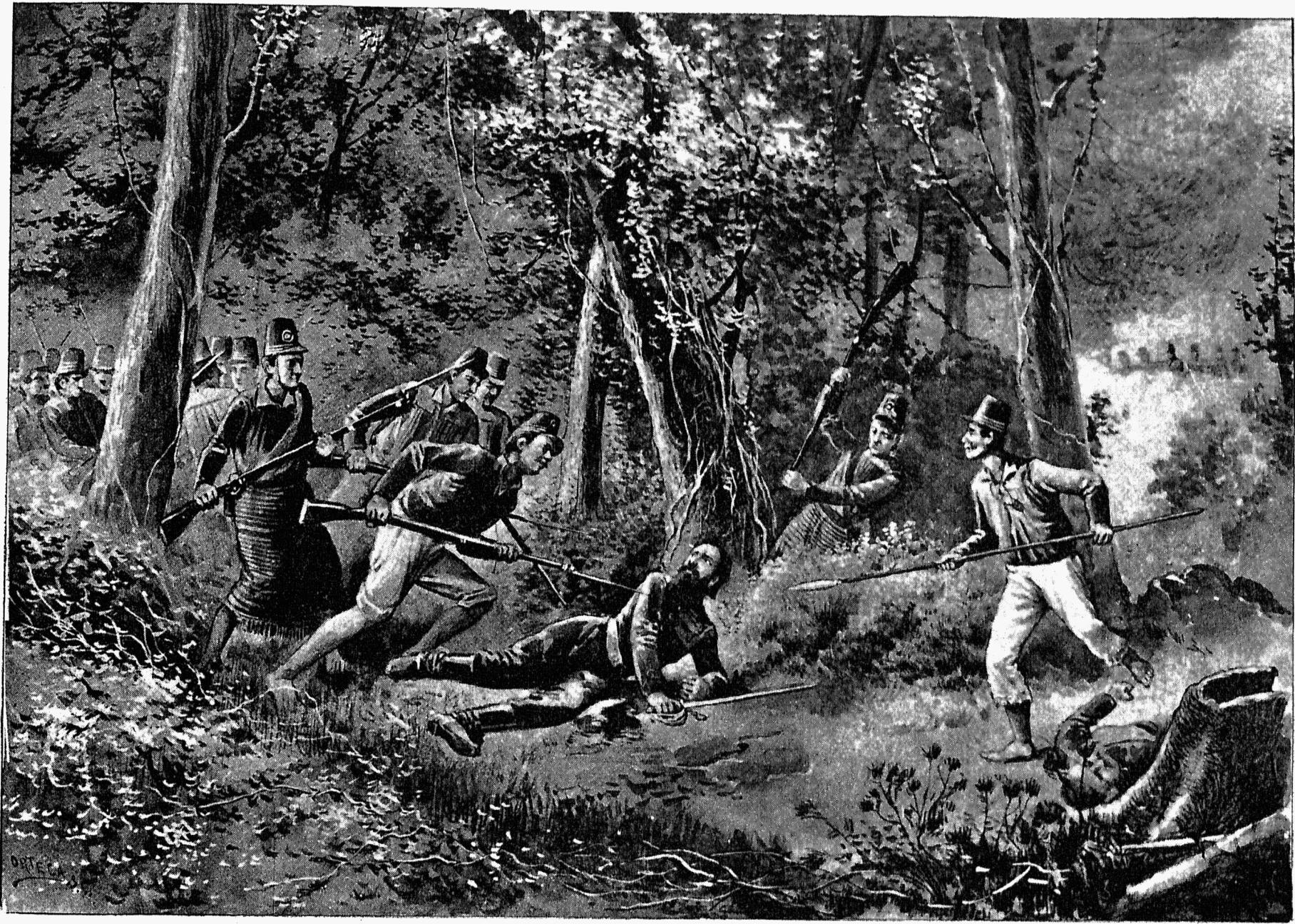
Muerte del Coronel Martinez de Hoz en Acayuazú.

Entusiasmados en la persecución, llegan los argentinos al punto en que los paraguayos se abren al costado, dejando a los aliados al descubierto de la artillería del Reducto-Corá, que de pronto irrumpe en una andanada. Ya era tarde; los brasileños se dispersan, pero el Riojano es envuelto por las tropas de Taboada. Martínez de Hoz le ordena a Campos que resista, y despacha un ayudante en busca de refuerzos, negándose a deponer las armas, según lo ofrecido por el coronel Bernardino Caballero. Rodeado por los paraguayos, muere en el combate el coronel Martínez de Hoz, siendo tomado prisionero Gaspar Campos. En el campo quedan 400 argentinos muertos.
El comandante Gaspar Campos fue remitido prisionero a San Fernando, y aunque respetado, sufrió la ajustada situación paraguaya. Muere a los 37 años en Lomas Valentinas, víctima de la disentería, y asistido por Caballero, quien recibe algunas pertenencias de Campos, entregadas al finalizar la guerra.